# Amadeo Salvo
Amadeo Salvo Lillo (Valencia, 31 de marzo de 1967) es un empresario y dirigente deportivo español. Actualmente es el presidente de la Unión Deportiva Ibiza. También ha sido presidente ejecutivo del consejo de administración del Valencia Club de Fútbol.

## Valencia CF

### Llegada al club
En enero de 2013, la Fundación Valencia CF no pudo afrontar el primer pago de los intereses de un préstamo que debía abonar a Bankia, gracias al cual la Fundación era máxima accionista del Valencia CF desde 2009. Este hecho forzó la intervención del avalista del préstamo, la Generalidad Valenciana, la cual abonó el pago de los intereses e intervino en la Fundación VCF nombrando nuevos patronos para asegurar la correcta devolución del préstamo y saldar la deuda. 
El entonces vicepresidente del gobierno valenciano, José Císcar, eligió a Federico Varona para encabezar el proyecto y seleccionar a los nuevos patronos, entre los que se encontraban Amadeo Salvo en el área deportiva y Aurelio Martínez en el área económica. 
Este hecho produjo la dimisión del hasta ese momento presidente del club, Manuel Llorente, el 5 de abril de 2013. Su sustituto fue el veterano consejero Vicente Andreu hasta la celebración de la junta del 4 de junio, en la que fue elegido Amadeo Salvo como nuevo presidente junto a su nuevo consejo de administración con el 93% de apoyo de los accionistas.

### GloVAL
El nuevo consejo, formado por expertos en derecho, finanzas y marketing, tuvo como líneas principales: (1) la refinanciación de la deuda del club y la Fundación VCF con Bankia, (2) hacer una plantilla más competitiva pero con un menor coste, (3) invertir en mejorar la cantera, (4) mejorar la comercialización de la marca VCF y (5) terminar el nuevo estadio que permitirá aumentar las posibilidades económicas del club. Todo el proyecto fue mostrado públicamente bajo el nombre de GloVAL.
El club fue profundamente renovado para la temporada 2013/14 excepto en el área deportiva, en la que continuó el director deportivo Braulio Vázquez. Se contrató al técnico Miroslav Djukic y a futbolistas que no mejoraban los que se iban, lo que condujo a malos resultados y a las destituciones tanto del director deportivo como del técnico antes de terminar 2013. El nuevo mánager general deportivo, Rufete, contrató al técnico Juan Antonio Pizzi y renovó gran parte de la plantilla en el mercado de invierno.

### Proceso de venta
Pese a la intención de Amadeo Salvo y de Aurelio Martínez (presidente de la Fundación VCF) de refinanciar las deudas con Bankia, la entidad financiera el 10 de diciembre de 2013 rechazó públicamente esta posibilidad y solicitó la búsqueda de inversores para el club. Ante la negativa del banco a refinanciar, Amadeo Salvo, presentó en público ante una asamblea la trama y el mal trato que estaba recibiendo la institución por parte del Banco, después de que el banco amenazara con vender al club a inversores que luego se demostraron inexistentes , Amadeo Salvo presentó al multimillonario Peter Lim ante el banco y las instituciones, con interés en adquirir las acciones del club y crear un fuerte proyecto deportivo, pero la oferta fue descartada por Bankia, que siguió su proceso de búsqueda de inversor reafirmando aún más la trama que tenía entre manos la entidad bancaria.
Amadeo Salvo se negó a colaborar con el banco y sus supuestos inversores tras la nula transparencia de Bankia en el proceso que inició sin contar con el club ni la fundación, y sin informar del proceso ni de las ofertas recibidas. 
Amadeo Salvo contrato a PWC para valorar todas las ofertas y finalmente Consiguió en enero de 2014 que la Fundación VCF liderara el proceso de venta con la creación de unas bases y una Comisión Gestora en la que estaban representadas las partes implicadas: el Valencia CF, la Fundación VCF, Bankia y la Generalitat Valenciana. Esta comisión estudió en primavera las 7 ofertas recibidas para adquirir el 70% de las acciones del club y afrontar las deudas.

El 17 de mayo de 2014 fue aprobado, en el patronato de la Fundación VCF por unanimidad (22 votos) la venta de las acciones a la empresa de Peter Lim, que confiaba en la continuidad del proyecto GloVAL de Amadeo Salvo al frente del club, pero con un potente respaldo económico para sanear económicamente al club y devolver al Valencia al mayor nivel europeo. Al no tener el visto bueno de Bankia para la liquidación o refinanciación de la deuda, los abogados de Lim tuvieron que negociar varios meses con la entidad bancaria y tras esta negociación la oferta resultó modificada, y firmada el 24 de octubre. Resultando mucho más pobre de lo que en un principio había votado el patronato por culpa de la entidad bancaria, la cual intentó sabotear en reiteradas ocasiones el proceso de venta, utilizando medios de comunicación afines y lanzando una campaña de desprestigio contra Amadeo Salvo  y la institución, de las ofertas presentadas algunas de ellas provenían de grupos inversores afines a Bankia destapándose después la intención del banco de continuar controlando el club y su patrimonio. 

### La era Peter Lim
Uno de los deseos de Peter Lim era la contratación del desconocido técnico portugués Nuno Espírito Santo, lo que llevó a la destitución de Juan Antonio Pizzi a pesar de que contaba con la confianza de Rufete y de Amadeo Salvo. Ambos aceptaron la incorporación de Nuno. La firma de la venta de las acciones tardaba en cerrarse por la negociación entre Lim y Bankia, lo que conllevó una difícil planificación deportiva para la temporada 2014/15, en la que colaboraron el mánager general deportivo Rufete, con Ayala y Salvans, junto con el fondo de jugadores de Lim y su socio Jorge Mendes, que hicieron posible la llegada de tres futbolistas y el aval del fichaje de Negredo. 
El 1 de diciembre de 2014 se celebró la Junta General Extraordinaria del Valencia CF en la que se incorporó definitivamente el nuevo consejo de administración, en el que continuaba Amadeo Salvo por expreso deseo de Peter Lim y de gran parte de la afición valencianista, pero con el cargo de Presidente Ejecutivo, mientras que el cargo de Presidente del Consejo de Administración sería para la mano derecha de Peter Lim, la Sra. Lay Hoon Chan. Asume el cargo por un plazo aproximado de un año.
Finalmente dimitío de su cargo el 1 de julio de 2015 tras discrepancias con la directiva.

## UD Ibiza
En 2015 funda la Unión Deportiva Ibiza con sus hermanos Abelardo y David Salvo, que en 2021 se convierte en sociedad anónima deportiva.